# Aeroportul Villa Constitución
Aeroportul Villa Constitución (IATA: VIB) este un aeroport din Ciudad Constitución⁠(d), Comondú⁠(d), Baja California Sur, Mexic.
Situat la o altitudine de 49 m, aeroportul dispune de o singură pistă.